# 梶原景季
梶原 景季（かじわら かげすえ）は、平安時代末期から鎌倉時代初期の武将。梶原景時の嫡男。梶原源太景季とも。源頼朝に臣従し、治承・寿永の乱で活躍。武勇と教養に優れており、父とともに鎌倉幕府の有力御家人となるが、頼朝の死後に没落して滅ぼされた。

## 生涯
梶原氏は坂東八平氏の流れをくむ一族で、源氏に従っていたが、平治の乱で源氏が没落すると平氏政権に仕えた。治承4年（1180年）、源頼朝は挙兵するが、石橋山の戦いで大敗を喫した。平氏方で参戦していた父の景時は頼朝の命を救い、後に頼朝が再挙して鎌倉に入り、関東を制圧すると景時は頼朝に臣従して御家人に列し、重用された。養和元年（1181年）4月、景季は頼朝の寝所を警護する11名の内に選ばれた（『吾妻鏡』養和元年4月7日条）。
養和2年（1182年）、懐妊した御台所・北条政子の産所への移転に供奉し、若公（源頼家）を無事出産すると護刀を父・景時とともに献上した。政子の妊娠中に頼朝がひそかに愛妾・亀の前のもとへ通っていたことが発覚し、激怒した政子が牧宗親に命じて亀の前の屋敷を打ち壊し、激怒した頼朝は宗親を罰するが、これを怒った政子の父の北条時政が伊豆国へ引き揚げてしまう事件が起きた。頼朝は時政の嫡男・義時のもとへ景季を遣わし、戻った景季は頼朝に義時は父に従わない旨を報告している。
寿永3年（1184年）正月、平氏を打ち破って京を支配していた源義仲と頼朝が対立し、頼朝は弟の源範頼と義経を近江国へ派遣。景時・景季父子はこれに従った。

### 宇治川の先陣争い

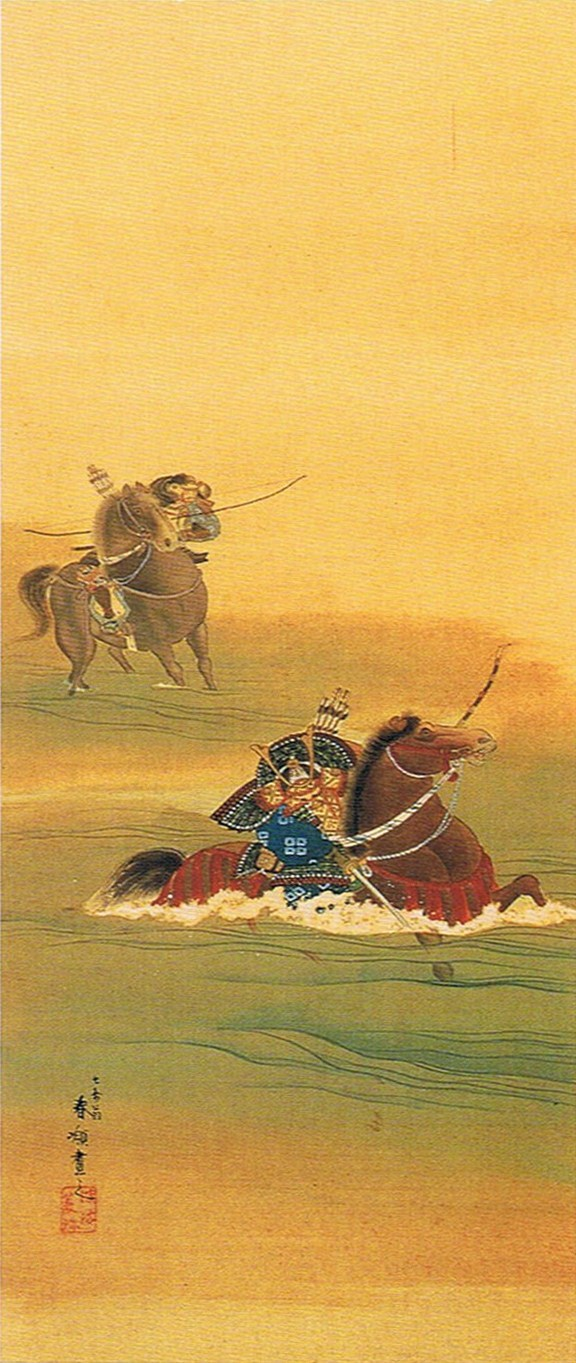
『宇治川先陣争図』佐々木高綱に先を越された景季（奧）

『平家物語』によれば、この戦いで景季は佐々木高綱と有名な宇治川の先陣争いをして武名をあげている。これに先立って景季は頼朝に名馬・生食（いけづき）を賜るように願ったが、頼朝はこれを許さず代わりに磨墨（するすみ）を与えた。ところが、頼朝は後で生食をあっさりと佐々木高綱に与えてしまった。景季は今泉の小高い丘（源太坂）でそれをなじるように高綱に尋ねたところ、高綱が機転を利かせて、これは賜ったのではなく盗んだのだと言うと景季は「自分も盗めばよかった」と笑ったという馬比べの逸話が残っている。
義経軍と義仲軍は宇治川で対陣し、高綱は生食、景季は磨墨に乗って一番乗りの功名を立てんと川に乗り入れようとした。高綱が「馬の腹帯が緩んでいる。絞め給え」と助言し、景季は落馬しては一大事と馬の腹帯を締め直していると、その隙に高綱が川に進み入ってしまった。謀られたと知った景季も急いで川に乗り入れ、川中で激しく先陣を争い、結局、高綱が一歩早く対岸に上陸して一番乗りを果たした。
範頼・義経はこの宇治川の戦いで勝利し、義仲を討ち取った。

### 義経と景時
同年2月の一ノ谷の戦いでは景時・景季・景高父子は範頼の大手軍に属した。『平家物語』によれば弟の景高は一騎駆けして敵中に突入。これを救わんと景時・景季も敵陣へ攻め入り敵陣を打ち破り後退するが、景季が深入りしすぎて戻らない。景時は涙を流して、再び敵陣に突入して奮戦し、梶原の二度駆けと呼ばれる奮戦をした。『源平盛衰記』によれば、この戦いのときに景季は箙に梅の花の枝を挿して奮戦し、坂東武者にも雅を解する者がいると敵味方問わず賞賛を浴びた。この戦いで景季は庄高家（あるいは庄家長）と共に平重衡を捕える手柄を立てている。
一般に父の景時は源義経を陥れた大悪人とされるが、その子の景季は軍記物語では華やかに活躍している。景時も一ノ谷の戦いで東国武士らしく大いに奮戦している。
その後は父の景時とともに義経軍に属した。義経は屋島の戦い、壇ノ浦の戦いで平氏を連破し、元暦2年（1185年）3月に平氏を滅ぼした。『平家物語』『源平盛衰記』などによれば、この際に景時は逆櫓論争や先陣争いで義経とことごとく対立して深く遺恨を持ったとされる。『吾妻鏡』の合戦後の報告で景時は義経の傲慢と独断専行を厳しく非難しており、対立があったのは確かである。
義経は捕虜を連れて京へ帰還。後白河法皇はこれを賞して義経と主だった武士たちに官位を与えた。この際に景季は左衛門尉に任じられている。この無断任官を鎌倉の頼朝は激怒し、任官した24人ひとりひとりを口を極めて罵り、鎌倉への帰還を禁じた。その罵倒文が『吾妻鏡』に記されている。兵衛尉に任じられた弟の景高は「人相が悪く、痴れ者と思っていたが、任官は誠に見苦しい」と言われているのに対して、景季は名前が挙がっているだけで何も悪口が書かれていなかった。

### 義経失脚
景季らは後に許されて鎌倉へ帰還しているが、義経は許されることはなく鎌倉近辺の腰越まで来たが京へ追い返された。同年9月、景季は義勝房成尋とともに頼朝の使者として上洛した。目的は勝長寿院供養の道具を求め、併せて平氏残党の配流を朝廷に促すためだが、同時に義経へ叔父の源行家を追討するよう頼朝の命を伝えることになっていた。景季は義経の邸を訪ねるが病であるとして面会を断られた。一両日待って再び訪れると面会を許され、義経は脇息にもたれて衰弱した様子で病が癒えるまで行家追討はできない旨を伝えられた。
景季が鎌倉へ帰還して頼朝へこの旨を伝えると、父の景時は面会一両日待たせたのは不審である、食を断って衰弱して見せたのに相違なく、義経と行家は既に同心していると言上した。
その後、義経と行家は挙兵するが失敗し、義経は奥州藤原氏のもとへ逃れるが、文治5年（1189年）に藤原泰衡の軍勢に襲撃され平泉衣川館で自害した。
同年7月、頼朝は奥州藤原氏討伐のため大軍を率いて鎌倉を進発。景季は父や弟たち一族とともに従軍した。白河関で景季は召されて和歌を献じている。頼朝は大勝して、奥州藤原氏は滅びた（奥州合戦）。
文治6年（1190年）、頼朝が上洛すると景季もこれに供奉している。
建久4年（1193年）、甲斐源氏の安田義定の子の義資が上皇の女房へ艶書を投げ込む事件が起きた。女房所は後難を恐れてこれを秘匿していたが、景季の妾の龍樹の前がこれを語り、景季が景時へ伝えた。景時は頼朝に言上し、義資は斬首され、義定も所領を没収された。
景季は有力御家人として活動し、鎌倉幕府の諸行事に参列したり、奉行を務めるなどしばしばその名が見える。父・景時は頼朝に重用され、侍所別当に任じられて権勢を振るった。

### 梶原一族の滅亡
正治元年（1199年）正月に頼朝が死去すると梶原一族の運命は暗転。同年11月に景時は三浦義村、和田義盛ら御家人66人の連名の弾劾を受けて、鎌倉から追放され、所領の相模国一ノ宮へ退いた。
正治2年（1200年）正月、景時、景季は一族とともに相模国一ノ宮を出て上洛を企てた。途中、駿河国清見関で在地の武士と諍いになり、弟たちは次々と討ち死にしてしまった。景季は景時とともに山中に退いて戦い、ここで一族とともに自害した。享年39。

## 墓所・神社
墓所は深沢小学校裏のやぐら五輪塔、梶原景時館址の墓石群、梶原山の墓石群がある。「深沢小学校裏のやぐら」内にある四基の五輪塔は、景時一族の墓と伝えられ、景時と景季・景高らの五輪塔が4基並んでいる。梶原氏一族郎党（七士）の墓として伝えられる「梶原景時館址の墓石群」は一族郎党を一宮館で留守をしていた家族、家臣が弔ったものと伝えられている。景時父子の終焉の地、梶原山の墓石群、宝篋印塔は景時、景季、景高の墓で一番右は不明であり、五輪塔は供養塔である。
景季が御祭神として祀られる梶原神社が宮城県気仙沼市唐桑町にあり、鎌倉時代初期に創建された梶原神社、早馬神社の縁起、江戸時代の仙台藩編纂地誌『奥羽観蹟聞老志』『封内風土記』『封内名跡志』『風土記御用書出』において、景時の兄とされる梶原景実（専光房良暹）が梶原一族の没落後、鎌倉を離れ藤原高衡（本吉四郎高衡）ゆかりの地である石浜（唐桑町）にたどり着き、源頼朝、梶原景時、梶原景季の御影を安置し、一族の冥福を祈って建立したとされる。景実（専光房良暹）はその後、早馬神社を創建したとされ、以来連綿と梶原氏直系子孫が宮司を務めている。

## 源太塚
討たれた景季の片腕は鎌倉に送られ、鎌倉市笛田3丁目29の佛行寺（仏行寺）の源太塚に埋められているという。

## 関連作品
先述の戦功や箙の梅の挿話などにより、後世には源平合戦期における代表的な色男として伝説化された。
- ひらかな盛衰記　人形浄瑠璃・歌舞伎作品　江戸時代元文年間

テレビドラマ
- 草燃える（1979年・NHK大河ドラマ）- 演：宮崎達也
- 義経（2005年・NHK大河ドラマ）- 演：小栗旬
- 鎌倉殿の13人（2022年・NHK大河ドラマ）- 演：柾木玲弥

## 画像集

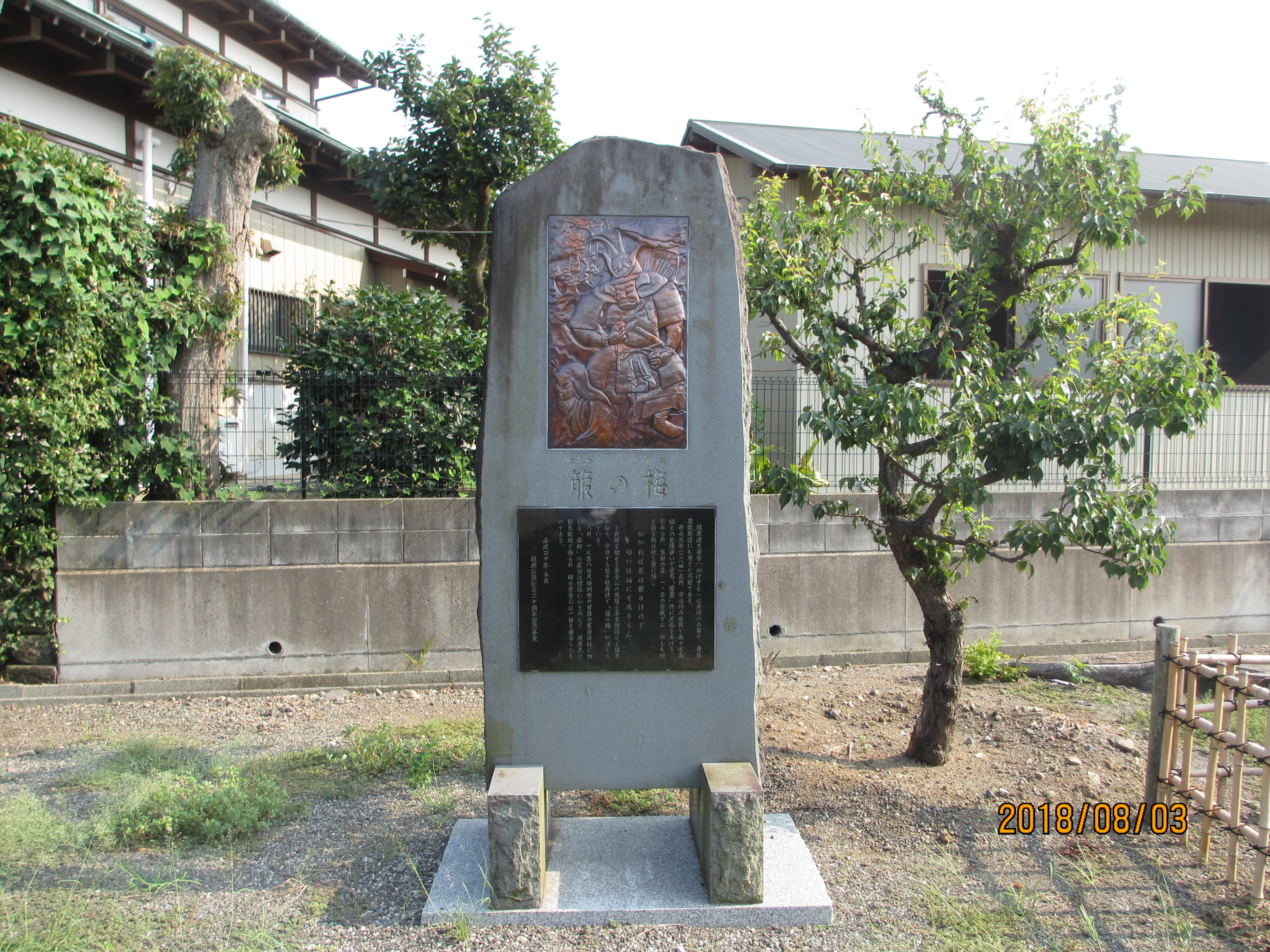
箙の梅記念碑（神奈川県寒川町一之宮、伝梶原氏一族郎党（七士）の墓向かって左側）
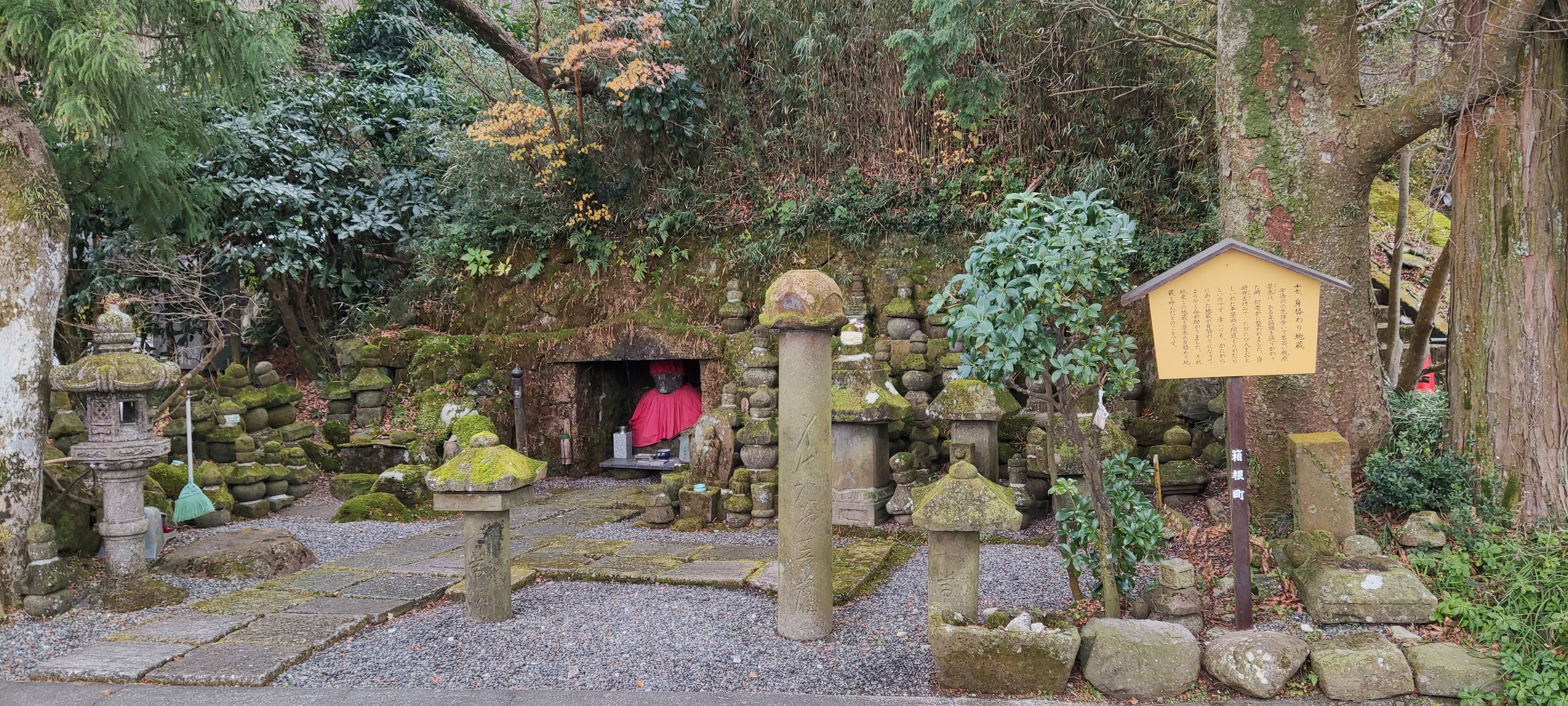
身代わり地蔵（神奈川県足柄下郡箱根町元箱根）
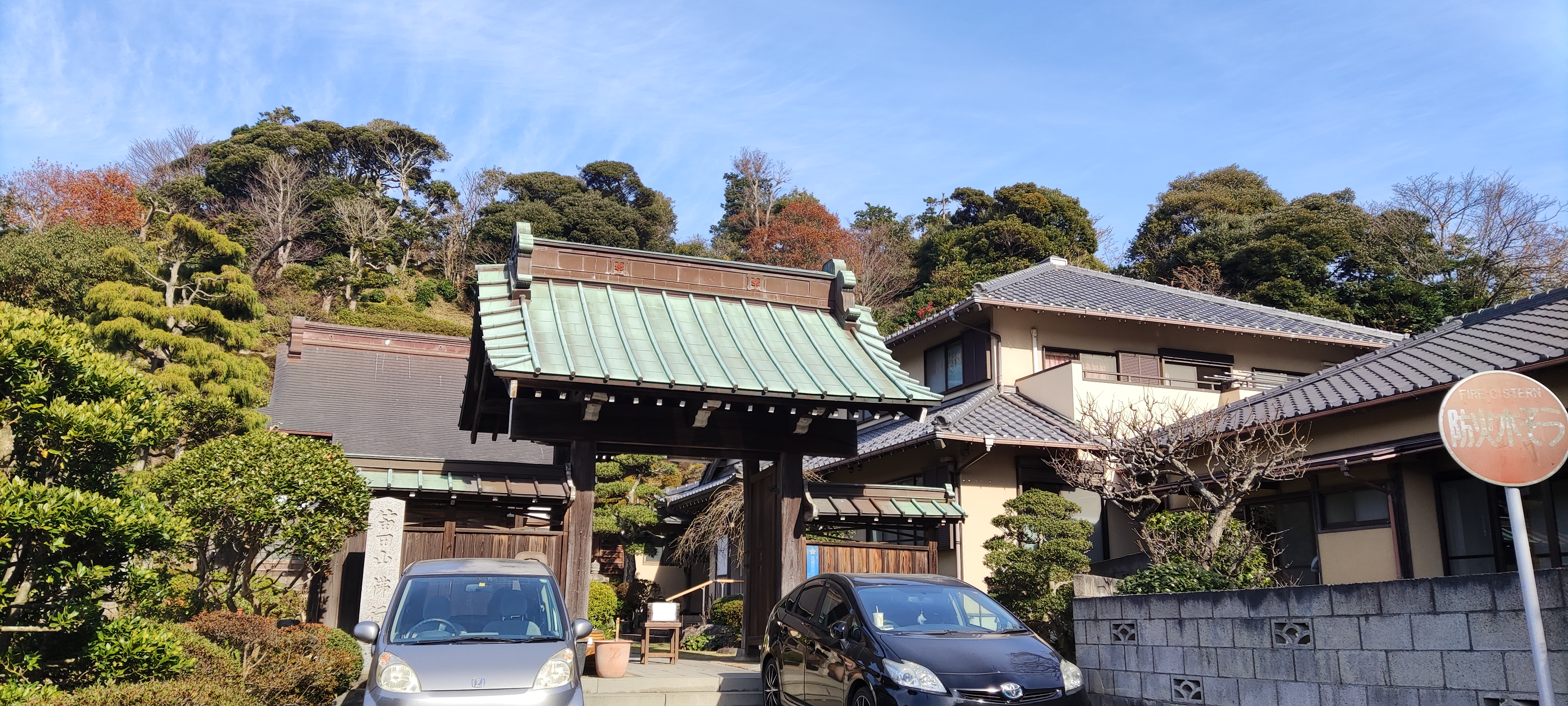
仏行寺（神奈川県鎌倉市笛田3‐29‐22）
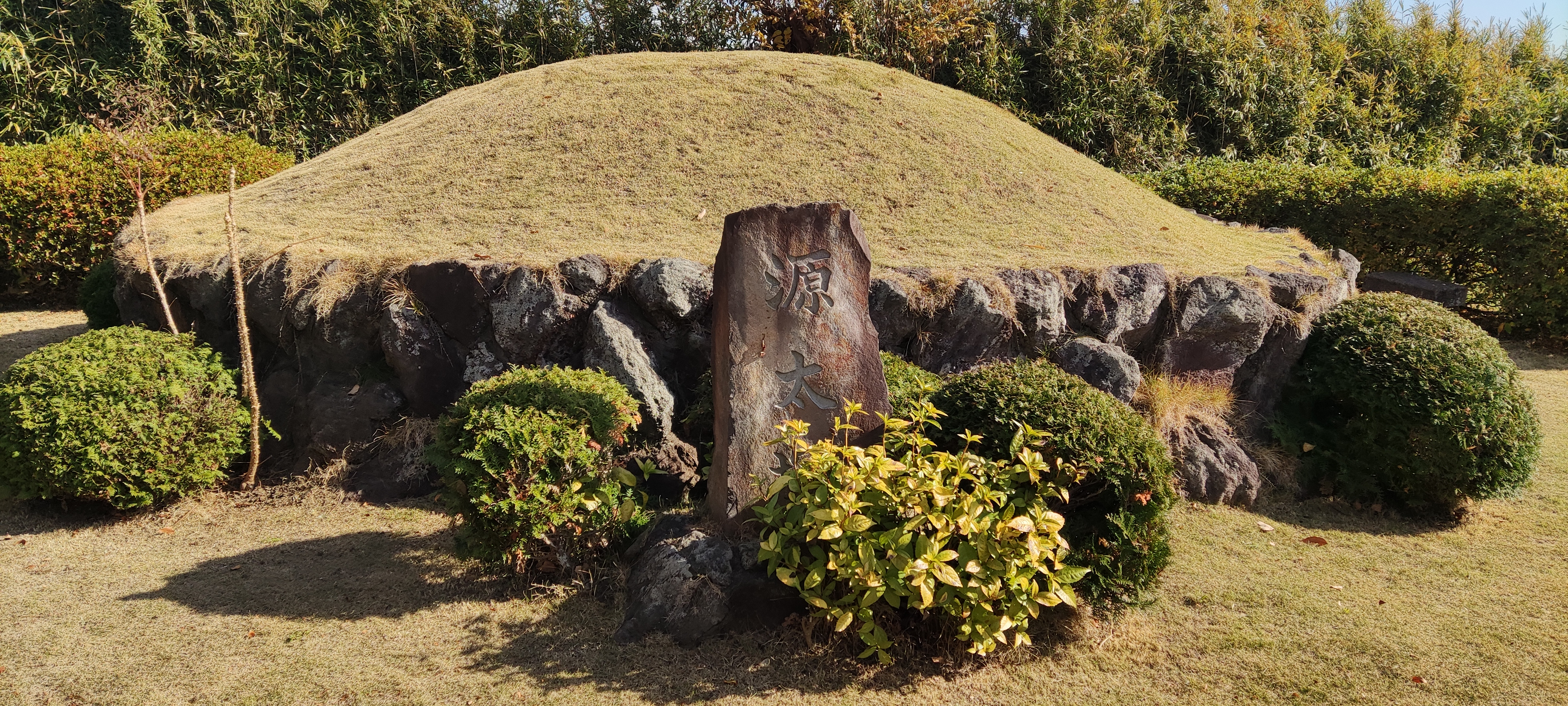
源太塚（神奈川県鎌倉市笛田3‐29）
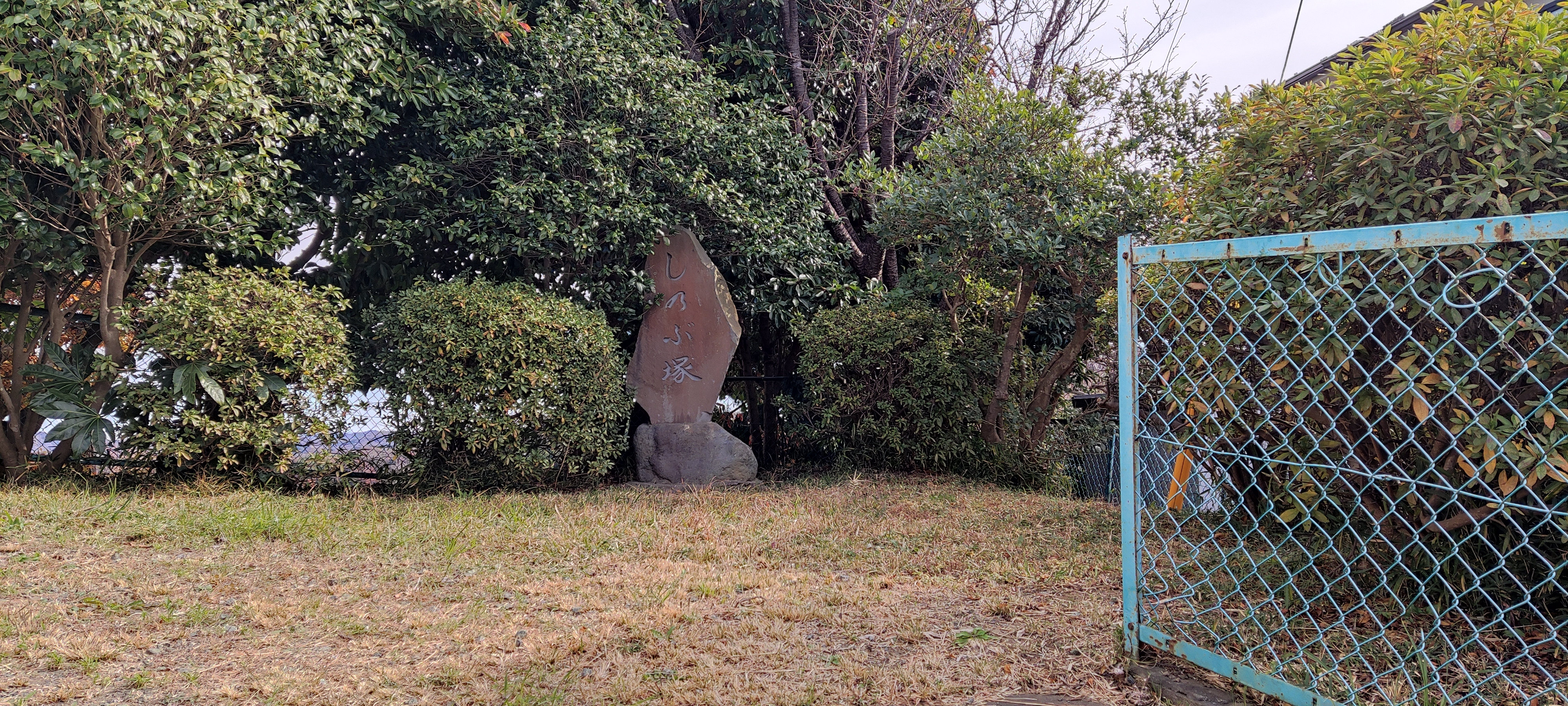
しのぶ塚（神奈川県鎌倉市鎌倉山1‐11‐5）
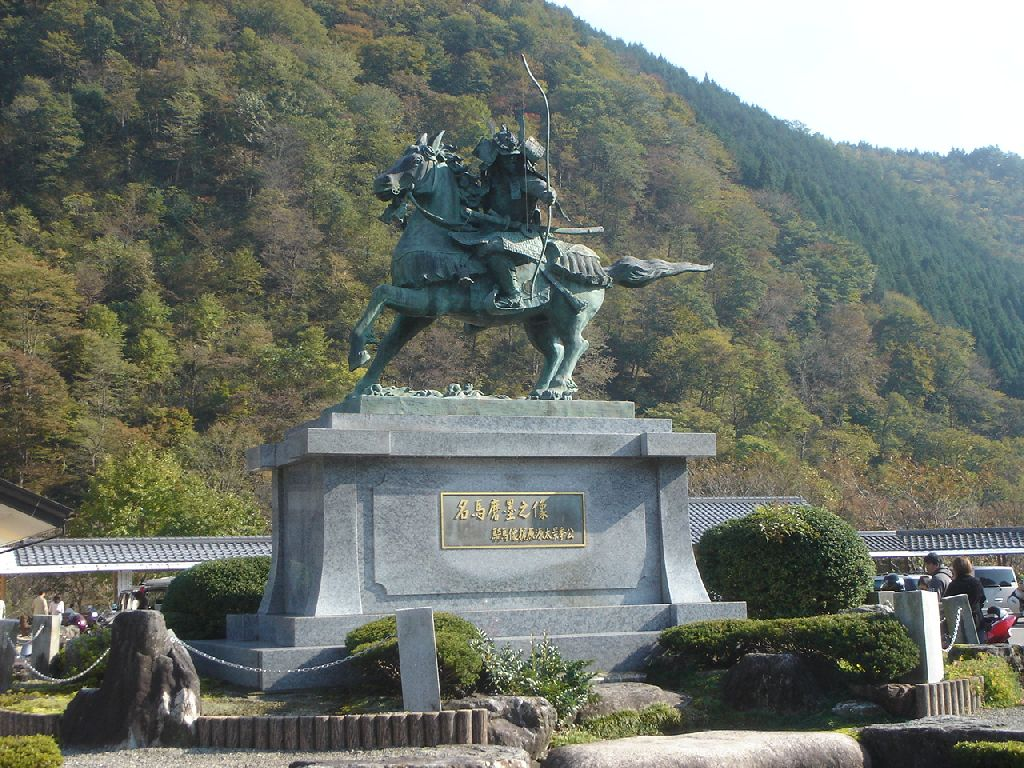
磨墨の像 梶原景季の騎馬像
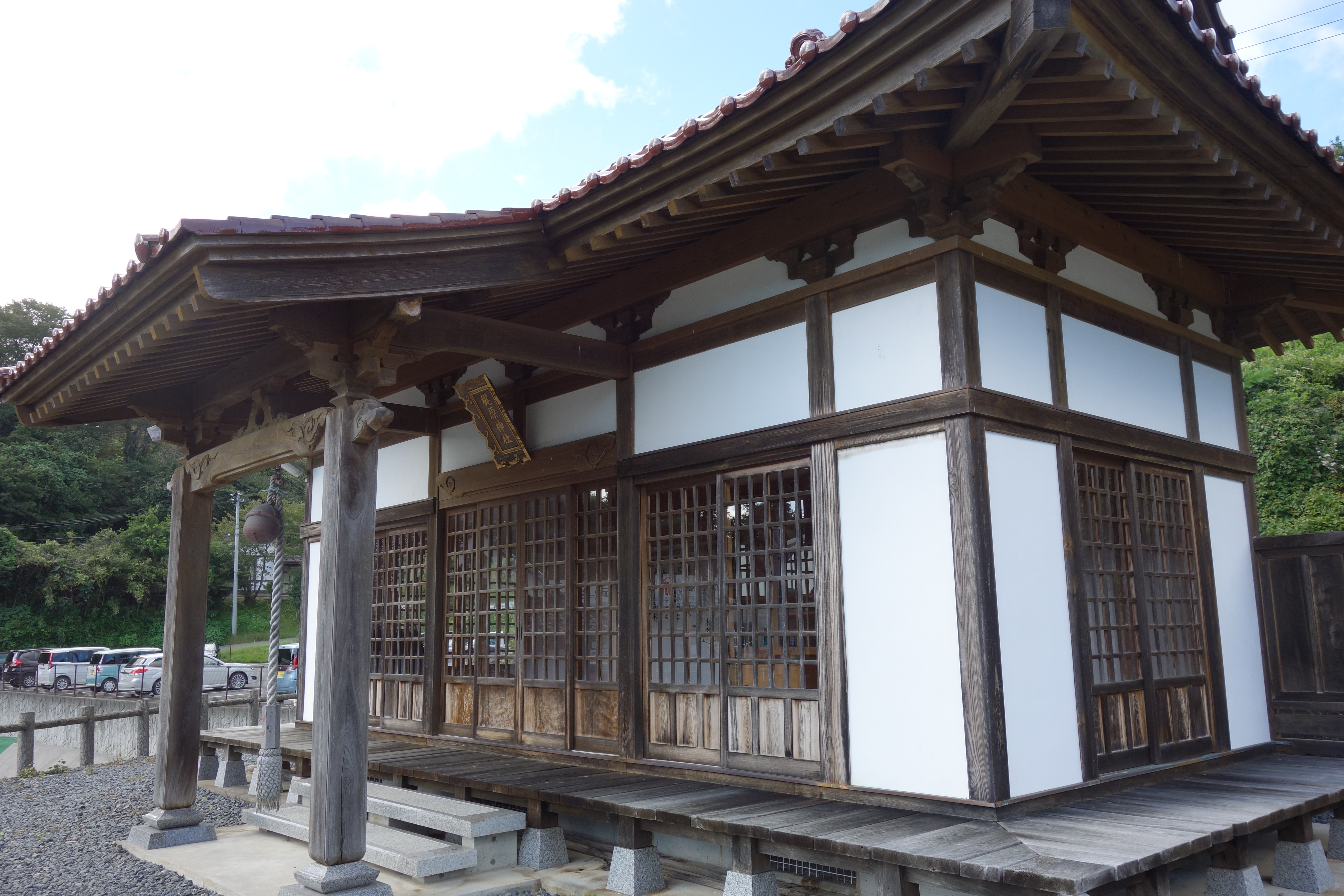
梶原神社（宮城県気仙沼市唐桑町高石浜）
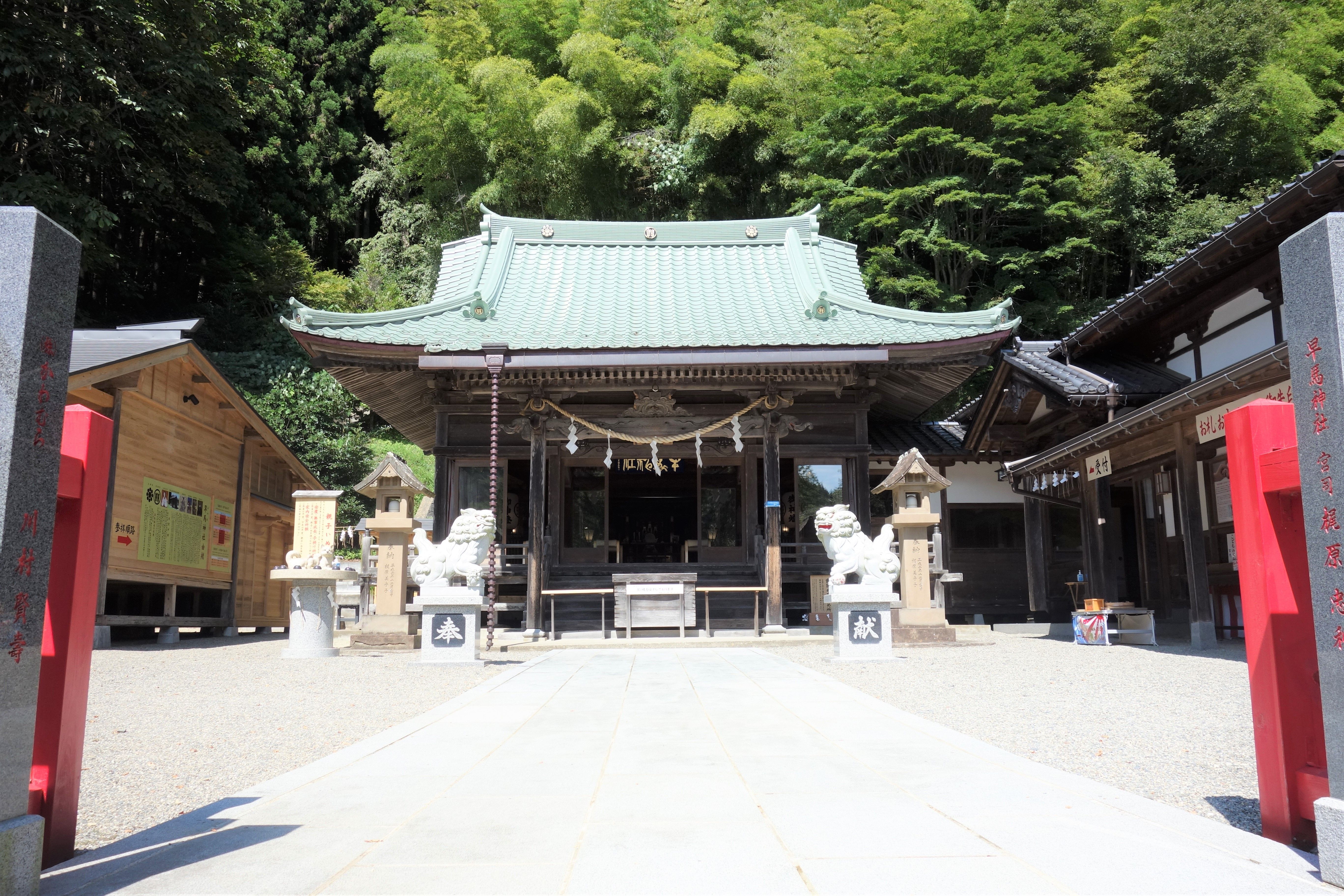
早馬神社（宮城県気仙沼市唐桑町宿浦75）